# Teatersmedjan
Teatersmedjan är en amatörteaterförening med bas i Karlshamn. Föreningen startade på hösten 1990 och har gjort fler än 200 uppsättningar, projekt och föreställningar. Teatersmedjan har spelat allt från drama till revy, fars och kabaré. Teatersmedjan är Sveriges tredje största amatörteaterförening.

## Historia
I Karlshamns kommun fanns ett stort teaterintresse och flera föreningar som sysslade med olika sommarteatrar och revyer. Det fanns behov av att lära sig mer om teater och planer på att starta någon form av utbildning och kursverksamhet för teaterintresserade började smidas.
Peter Bäckström, pedagog och regissör från Malmö, kom med idén att bilda en förening som skulle drivas i samma anda som Studioteatern i Malmö nuvarande Malmö AmatörteaterForum.Teatersmedjan skulle bli en amatörteaterförening, öppen för alla intresserade och inriktad på en gedigen teaterträning för barn, ungdomar och vuxna. Föreningen skulle drivas av professionella krafter vilket skulle berika amatörerna inom föreningen.
Man skulle arbeta för att skapa teater för den lilla människan i samhället. Teatersmedjan skulle bli en mötesplats för människor med olika bakgrund och syn på livet. Olika generationer skulle skapa och spela teater tillsammans, alla ska få vara med. Föreningens förste ordförande blev Torsten Eriksson.

## Verksamhet i dag
Under åren har Teatersmedjan växt. Idag har föreningen 340 medlemmar i olika åldrar men arbetar fortfarande med samma mål som vid starten.
Från år 2000 och framåt har Teatermedjan haft sin verksamhet på gamla lokstallarna som nu är nyrenoverade lokaler.
Teatersmedjans olika verksamheter:
- Barn-,ungdom- och vuxengrupper

- Utbildning

- Storprojekt

- Sommarteater

- Externa uppdrag

## Sommarteater på Kastellet
Sedan 1989 har Teatersmedjan haft som tradition att spela sommarteater på befästningsön, Frisholmen (i folkmun Kastellet)  i Karlshamn. Kastellet ligger i Karlshamns hamnilopp och föreställningarna har blivit ett uppskattat sommarnöje för såväl blekingebor som turister.
Det har spelats många olika former av föreställningar från mer kända pjäser som Bröderna Lejonhjärta till egenskrivna pjäser som Calamity Jane - vilda västern på Kastellet.
Sommarteater sedan 1989:
- 2025 Mästerdetektiven Holmes

- 2024 Svärdet i stenen
- 2023 Hjältar på Vift
- 2022 Stormen - Mirandas Saga
- 2019 En midsommarsnattsdröm
- 2018 Sanningens Ögonblick
- 2017 Ringaren i Notre Dam
- 2016 Robin Hood
- 2015 Ronja Rövardotter
- 2013 Skattkammarön
- 2012 Narnia
- 2011 De tre Musketörerna
- 2010 Ödets Makt
- 2009 Hemligheternas Tid
- 2008 Äventyrens Ö
- 2007 Peter Pan
- 2006 Mio, min Mio
- 2005 Ronja Rövardotter
- 2004 Bröderna Lejonhjärta
- 2002 Calamity Jane - vilda västern på Kastellet
- 2000 Momo - eller kampen om tiden
- 1999 Nära Ögat
- 1998 Kustridaren
- 1997 Hemsöbor - ett skärgårdsspektakel
- 1996 Burfåglar - en saga om frihet
- 1995 Fru Lysistrate och hennes kärringar
- 1994 Stormen
- 1993 En midsommarnattsdröm
- 1992 Robin Hood
- 1991 Perikles storslagna äfventyr [förtydliga]
- 1990 Bland Kanonkulor och Kungliga Kanaljer
- 1989 Stormningen av Kastellet